# Sainte-Cécile-de-Whitton
Sainte-Cécile-de-Whitton är en kommun i provinsen Québec i Kanada. Den ligger i regionen Estrie, i den sydöstra delen av landet, 400 km öster om huvudstaden Ottawa.